# 杜宁生
杜宁生（1952年—），女，陕西米脂人，中国射击运动员，运动健将。曾两次获得体育运动荣誉奖章。